# Parafia Świętej Rodziny w Ryjewie
Parafia Świętej Rodziny w Ryjewie, Pomezańskie Sanktuarium Świętej Rodziny – parafia rzymskokatolicka w diecezji elbląskiej.
Erygowana w 8 listopada 1897 roku przez biskupa warmińskiego Andrzeja Thiela.
Od 1 lipca 2022 roku proboszczem parafii jest ks. Marek Witkowski.

## Terytorium parafii
Na obszarze parafii leżą miejscowości: Ryjewo, Barcice (połowa), Gurcz, Grodzin, Jałowiec, Mątowskie Pastwiska, Szkaradowo Wielkie. Tereny te znajdują się w gminie Ryjewo w powiecie kwidzyńskim, w województwie pomorskim.

## Kościół
Kościół św. Rodziny w Ryjewie został wybudowany w latach 1908–1909, konsekrowany 1 października 1909 roku. W 2009 parafia obchodziła 100-lecie powstania.